# Serie B 2000-2001 (calcio femminile)
L'edizione 2000-2001 è stata la trentaduesima edizione del campionato di Serie B femminile italiana di calcio.

## Stagione

### Novità
L'Alessandria e il Packcenter Imolese sono stati riammessi in Serie B a completamento organici. Il G.E.A.S. e il Pisa hanno rinunciato alla Serie A per iscriversi in Serie B.
Variazioni prima dell'inizio del campionato:
cambi di denominazione:
- da "S.S.C. Cicos Cabras" di Cabras ad "Atletico Oristano C.F." di Oristano;
- da "C.F. Curtatone" di Curtatone a "C.F.R. Mantova" di Rodigo;
- da "Ass. FIAT Molinaro Mathesium" ad "A.C. Femminile Campobasso";

fusione:
- "Verona C.F." di Verona e "A.C.F. Hellas Oppeano" di Oppeano hanno dato origine all'"A.C.F. Hellas Oppeano Verona" di Verona;

rinuncia alla Serie B:
- "A.C.F. Spilamberto", per iscriversi in Serie D,
- "U.C. Tre Stelle",
- "A.S. Messina C.F.",
- "G.S. Roma C.F.";

rinuncia a continuare l'attività sportiva:
- "S.S. Pro Rosolini",
- "U.S. Bojano C.F." solo per il settore femminile.

### Formula
Vi hanno partecipato 41 squadre divise in quattro gironi. Il regolamento prevede che le prime quattro classificate di ciascun girone vengano ammesse agli spareggi per assegnare tre promozioni in Serie A. Gli spareggi si disputano con partite di andata e ritorno e, in caso di pareggio, avanza la squadra meglio classificata in campionato. Le vincenti delle semifinali sono promosse in Serie A, mentre le perdenti giocano una finale per l'assegnazione della terza promozione in Serie A. Le ultime due classificate di ciascun girone vengono retrocesse nei rispettivi campionati regionale di Serie C.

## Girone A

### Squadre partecipanti
| Club                       | Città                 | Stagione 1999-2000                |
| -------------------------- | --------------------- | --------------------------------- |
| A.C.F. Alessandria         | Alessandria           | 13º posto in Serie B/A            |
| A.S. Attilia Nuoro         | Nuoro                 | 14º posto in Serie A              |
| A.C.F. Aurora 72           | Mombretto di Mediglia | 1º posto in Serie C Lombardia     |
| A.C.F. Biellese            | Biella                | in Serie C Piemonte-Valle d'Aosta |
| F.C.F. Como 2000           | Como                  | 2º posto in Serie B/A             |
| A.C.F. Football Cagliari   | Cagliari              | 3º posto in Serie B/A             |
| U.R.S. La Chivasso         | Chivasso              | in Serie C Piemonte-Valle d'Aosta |
| S.S. Olbia C.F.            | Olbia                 | 6º posto in Serie B/B             |
| A.C.F. Sporting Segrate 92 | Segrate               | 5º posto in Serie B/A             |
| S.S. Vallassinese          | Asso                  | 7º posto in Serie B/A             |

### Classifica finale
|  | Pos. | Squadra             | Pt | G  | V  | N | P  | GF | GS | DR  |
|  | ---- | ------------------- | -- | -- | -- | - | -- | -- | -- | --- |
|  | 1.   | Como 2000           | 48 | 18 | 16 | 0 | 2  | 59 | 14 | +45 |
|  | 2.   | Aurora 72           | 45 | 18 | 15 | 0 | 3  | 52 | 19 | +33 |
|  | 3.   | La Chivasso         | 42 | 18 | 13 | 3 | 2  | 45 | 12 | +33 |
|  | 4.   | Sporting Segrate 92 | 39 | 18 | 12 | 3 | 3  | 25 | 7  | +18 |
|  | 5.   | Olbia               | 28 | 18 | 8  | 4 | 6  | 42 | 24 | +18 |
|  | 6.   | Biellese            | 19 | 18 | 5  | 4 | 9  | 21 | 35 | -14 |
|  | 7.   | Vallassinese        | 18 | 18 | 5  | 3 | 10 | 26 | 29 | -3  |
|  | 8.   | Football Cagliari   | 11 | 18 | 3  | 2 | 13 | 18 | 47 | -29 |
|  | 9.   | Attilia Nuoro       | 7  | 18 | 2  | 1 | 15 | 11 | 63 | -52 |
|  | 10.  | Alessandria         | 3  | 18 | 1  | 0 | 17 | 10 | 59 | -49 |

Legenda:
 Ammessa agli spareggi per la promozione in Serie A
      Retrocessa in Serie C
Note:
Tre punti a vittoria, uno a pareggio, zero a sconfitta.
L'Attilia Nuoro è stata successivamente riammessa in Serie B a completamento organici.

## Girone B

### Squadre partecipanti
| Club                            | Città                | Stagione 1999-2000                        |
| ------------------------------- | -------------------- | ----------------------------------------- |
| C.F. Belluno                    | Belluno              | in Serie C Veneto                         |
| Calcio Chiasiellis              | Chiasiellis          | 1º posto in Serie C Friuli-Venezia Giulia |
| Gordige Calcio Ragazze          | Cavarzere            | 5º posto in Serie B/B                     |
| A.C.F. Hellas Oppeano Verona    | Verona               | in Serie C Veneto                         |
| A.C.F. Libertas Pasiano         | Pasiano di Pordenone | 4º posto in Serie B/B                     |
| U.P.C. Tavagnacco               | Tavagnacco           | 8º posto in Serie B/B                     |
| Tenelo Club Rivignano           | Rivignano            | 12º posto in Serie B/B                    |
| Union Altavilla Tavarnelle C.F. | Altavilla Vicentina  | 2º posto in Serie B/B                     |
| A.C.F. VeneziaJesolo            | Jesolo               | 3º posto in Serie B/B                     |
| U.S.C.F. Vittorio Veneto        | Vittorio Veneto      | 7º posto in Serie B/B                     |

### Classifica finale
|  | Pos. | Squadra                    | Pt | G  | V  | N | P  | GF | GS | DR  |
|  | ---- | -------------------------- | -- | -- | -- | - | -- | -- | -- | --- |
|  | 1.   | Tavagnacco                 | 50 | 18 | 16 | 2 | 0  | 46 | 8  | +38 |
|  | 2.   | VeneziaJesolo              | 41 | 18 | 13 | 2 | 3  | 49 | 17 | +32 |
|  | 3.   | Gordige                    | 34 | 18 | 10 | 4 | 4  | 44 | 28 | +16 |
|  | 4.   | Libertas Pasiano           | 28 | 18 | 8  | 4 | 6  | 26 | 19 | +7  |
|  | 5.   | Chiasiellis                | 22 | 18 | 6  | 4 | 8  | 15 | 30 | -15 |
|  | 6.   | Belluno                    | 20 | 18 | 5  | 5 | 8  | 24 | 45 | -21 |
|  | 7.   | Union Altavilla Tavarnelle | 19 | 18 | 5  | 4 | 9  | 24 | 25 | -1  |
|  | 7.   | Tenelo Club Rivignano      | 19 | 18 | 6  | 1 | 11 | 23 | 27 | -4  |
|  | 9.   | Vittorio Veneto            | 11 | 18 | 3  | 2 | 13 | 17 | 35 | -18 |
|  | 10.  | Hellas Oppeano Verona      | 11 | 18 | 3  | 2 | 13 | 14 | 48 | -34 |

Legenda:
 Ammessa agli spareggi per la promozione in Serie A
      Retrocessa in Serie C
Note:
Tre punti a vittoria, uno a pareggio, zero a sconfitta.
Il Vittorio Veneto è stato successivamente riammesso in Serie B a completamento organici.

## Girone C

### Squadre partecipanti
| Club                       | Città                 | Stagione 1999-2000        |
| -------------------------- | --------------------- | ------------------------- |
| A.C.F. Dinamo Faenza       | Faenza                | 6º posto in Serie B/A     |
| A.C. Femminile Fidenza     | Fidenza               | in Serie C Emilia-Romagna |
| Grifo C.F. Perugia         | Perugia               | 8º posto in Serie B/B     |
| S.S. Ideal Club Incisa     | Incisa in Val d'Arno  | 10º posto in Serie B/A    |
| A.C.F. Lucca               | Lucca                 | 9º posto in Serie B/A     |
| C.F.R. Mantova             | Rodigo                | 8º posto in Serie B/A     |
| Packcenter A.C.F. Imolese  | Imola                 | 14º posto in Serie B/B    |
| A.C. Piazza 96             | Castelfranco di Sotto | 3º posto in Serie B/A     |
| A.C. Reggiana Femminile    | Reggio nell'Emilia    | 11º posto in Serie B/A    |
| U.S. A.R.C.I. Varazze      | Varazze               | in Serie C Liguria        |
| U.S. Vigor Senigallia C.F. | Senigallia            | 10º posto in Serie B/B    |

### Classifica finale
|  | Pos. | Squadra            | Pt | G  | V  | N | P  | GF | GS | DR  |
|  | ---- | ------------------ | -- | -- | -- | - | -- | -- | -- | --- |
|  | 1.   | Grifo Perugia      | 46 | 20 | 14 | 4 | 2  | 39 | 23 | +16 |
|  | 2.   | Packcenter Imolese | 46 | 20 | 14 | 4 | 2  | 52 | 19 | +33 |
|  | 3.   | Piazza 96          | 38 | 20 | 11 | 5 | 4  | 53 | 36 | +17 |
|  | 4.   | Mantova            | 34 | 20 | 10 | 4 | 6  | 48 | 25 | +23 |
|  | 5.   | Vigor Senigallia   | 34 | 20 | 10 | 4 | 6  | 34 | 27 | +7  |
|  | 6.   | Reggiana           | 25 | 20 | 7  | 4 | 9  | 23 | 30 | -7  |
|  | 7.   | Lucca              | 22 | 20 | 6  | 4 | 10 | 27 | 44 | -17 |
|  | 8.   | A.R.C.I. Varazze   | 19 | 20 | 5  | 4 | 11 | 20 | 35 | -15 |
|  | 9.   | Ideal Club Incisa  | 16 | 20 | 4  | 4 | 12 | 22 | 41 | -19 |
|  | 10.  | Dinamo Faenza      | 15 | 20 | 4  | 3 | 13 | 30 | 57 | -27 |
|  | 11.  | Fidenza            | 12 | 20 | 2  | 6 | 12 | 26 | 47 | -21 |

Legenda:
 Ammessa agli spareggi per la promozione in Serie A
      Retrocessa in Serie C
Note:
Tre punti a vittoria, uno a pareggio, zero a sconfitta.
Il Piazza 96 è stato successivamente ammesso in Serie A a completamento organici.

### Spareggio per il primo posto
|               | Risultati |                    | Luogo e data                       |
| ------------- | --------- | ------------------ | ---------------------------------- |
| Grifo Perugia | 4 - 0     | Packcenter Imolese | Pieve Santo Stefano, 8 aprile 2001 |
|               |           |                    |                                    |

### Spareggio per il quarto posto
|         | Risultati |                  | Luogo e data      |
| ------- | --------- | ---------------- | ----------------- |
| Mantova | 2 - 1     | Vigor Senigallia | ?, 16 aprile 2001 |
|         |           |                  |                   |

## Girone D

### Squadre partecipanti
| Club                             | Città        | Stagione 1999-2000     |
| -------------------------------- | ------------ | ---------------------- |
| A.S.I. Bari C.F.                 | Bari         | in Serie C Puglia      |
| Pol. Autoscuola Puccio Torretta  | Palermo      | 5º posto in Serie B/C  |
| A.C. Femminile Campobasso        | Campobasso   | 10º posto in Serie B/C |
| Pol. Libertas Aquile Cammaratese | Cammarata    | 12º posto in Serie B/C |
| CUS Cosenza C.F.                 | Cosenza      | in Serie C Calabria    |
| Pol. Ludos                       | Palermo      | 3º posto in Serie B/C  |
| A.C.F. Salernitana Montelladomus | Salerno      | 6º posto in Serie B/C  |
| A.S. Serramezzana C.F.           | Serramezzana | 9º posto in Serie B/C  |
| A.C.F. Sporting Sorrento         | Sorrento     | 2º posto in Serie B/C  |
| S.S.C. Venus                     | Arzano       | in Serie C Campania    |

### Classifica finale
|  | Pos. | Squadra                     | Pt | G  | V  | N | P  | GF | GS | DR  |
|  | ---- | --------------------------- | -- | -- | -- | - | -- | -- | -- | --- |
|  | 1.   | Ludos Palermo               | 49 | 18 | 16 | 1 | 1  | 70 | 8  | +62 |
|  | 2.   | Libertas Aquile Cammaratese | 36 | 18 | 11 | 3 | 4  | 39 | 22 | +17 |
|  | 3.   | Sporting Sorrento           | 33 | 18 | 10 | 3 | 5  | 40 | 45 | -5  |
|  | 4.   | CUS Cosenza                 | 26 | 18 | 8  | 2 | 8  | 31 | 32 | -1  |
|  | 5.   | Salernitana Montelladomus   | 24 | 18 | 6  | 6 | 6  | 19 | 23 | -4  |
|  | 6.   | Autoscuola Puccio Torretta  | 22 | 18 | 5  | 7 | 6  | 29 | 31 | -2  |
|  | 6.   | Serramezzana                | 22 | 18 | 6  | 4 | 8  | 19 | 33 | -14 |
|  | 8.   | Venus                       | 17 | 18 | 4  | 5 | 9  | 21 | 32 | -11 |
|  | 9.   | A.S.I. Bari                 | 13 | 18 | 3  | 4 | 11 | 14 | 39 | -25 |
|  | 10.  | Campobasso                  | 8  | 18 | 2  | 3 | 13 | 19 | 66 | -47 |

Legenda:
 Ammessa agli spareggi per la promozione in Serie A
      Retrocessa in Serie C
Note:
Tre punti a vittoria, uno a pareggio, zero a sconfitta.
Il Campobasso è stato successivamente riammesso in Serie B a completamento organici.
Il Serramezzana e il Venus hanno successivamente rinunciato alla partecipazione alla Serie B.

## Play-off promozione
Nei primi due turni, in caso di parità, è ammessa al turno successivo la squadra meglio classificata delle due. Le finali sono state sempre disputate in campo neutro.

### Primo turno
|                             | Risultati |                             | Luogo e data   |
| --------------------------- | --------- | --------------------------- | -------------- |
| Libertas Pasiano            | 0 - 1     | Como 2000                   | 22 aprile 2001 |
| Como 2000                   | 2 - 0     | Libertas Pasiano            | 29 aprile 2001 |
|                             |           |                             |                |
| Gordige                     | 1 - 1     | Aurora 72                   | 22 aprile 2001 |
| Aurora 72                   | 3 - 3     | Gordige                     | 29 aprile 2001 |
|                             |           |                             |                |
| La Chivasso                 | 0 - 1     | VeneziaJesolo               | 22 aprile 2001 |
| VeneziaJesolo               | 3 - 0     | La Chivasso                 | 29 aprile 2001 |
|                             |           |                             |                |
| Sporting Segrate 92         | 0 - 0     | Tavagnacco                  | 22 aprile 2001 |
| Tavagnacco                  | 1 - 1     | Sporting Segrate 92         | 29 aprile 2001 |
|                             |           |                             |                |
| CUS Cosenza                 | 0 - 1     | Grifo Perugia               | 22 aprile 2001 |
| Grifo Perugia               | 6 - 1     | CUS Cosenza                 | 29 aprile 2001 |
|                             |           |                             |                |
| Sporting Sorrento           | 2 - 1     | Packcenter Imolese          | 22 aprile 2001 |
| Packcenter Imolese          | 2 - 3     | Sporting Sorrento           | 29 aprile 2001 |
|                             |           |                             |                |
| Piazza 96                   | 2 - 3     | Libertas Aquile Cammaratese | 22 aprile 2001 |
| Libertas Aquile Cammaratese | 0 - 0     | Piazza 96                   | 29 aprile 2001 |
|                             |           |                             |                |
| Mantova                     | 1 - 1     | Ludos Palermo               | 22 aprile 2001 |
| Ludos Palermo               | 0 - 0     | Mantova                     | 29 aprile 2001 |
|                             |           |                             |                |

### Secondo turno
|                             | Risultati |                             | Luogo e data   |
| --------------------------- | --------- | --------------------------- | -------------- |
| Como 2000                   | 2 - 1     | Aurora 72                   | 6 maggio 2001  |
| Aurora 72                   | 1 - 3     | Como 2000                   | 13 maggio 2001 |
|                             |           |                             |                |
| VeneziaJesolo               | 1 - 2     | Tavagnacco                  | 6 maggio 2001  |
| Tavagnacco                  | 1 - 2     | VeneziaJesolo               | 13 maggio 2001 |
|                             |           |                             |                |
| Grifo Perugia               | 2 - 1     | Sporting Sorrento           | 6 maggio 2001  |
| Sporting Sorrento           | 1 - 4     | Grifo Perugia               | 13 maggio 2001 |
|                             |           |                             |                |
| Libertas Aquile Cammaratese | 1 - 2     | Ludos Palermo               | 6 maggio 2001  |
| Ludos Palermo               | 2 - 0     | Libertas Aquile Cammaratese | 13 maggio 2001 |
|                             |           |                             |                |

### Finali promozione
|               | Risultati |               | Luogo e data              |
| ------------- | --------- | ------------- | ------------------------- |
| Como 2000     | 2 - 1     | Tavagnacco    | Bardolino, 20 maggio 2001 |
|               |           |               |                           |
| Ludos Palermo | 4 - 0     | Grifo Perugia | Sapri, 20 maggio 2001     |
|               |           |               |                           |

### Finale per la terza promozione
|            | Risultati |               | Luogo e data                  |
| ---------- | --------- | ------------- | ----------------------------- |
| Tavagnacco | 5 - 1     | Grifo Perugia | Finale Emilia, 27 maggio 2001 |
|            |           |               |                               |

## Verdetti finali
- Como 2000, Ludos e Tavagnacco promosse in Serie A.
- Attilia Nuoro, Alessandria,Vittorio Veneto, Hellas Oppeano Verona, Dinamo Faenza, Femminile Fidenza, A.S.I. Bari e Campobasso retrocesse nei rispettivi campionati regionali di Serie C.